# Dikrella hamar
Dikrella hamar är en insektsart som först beskrevs av Delong och Ross 1950.  Dikrella hamar ingår i släktet Dikrella och familjen dvärgstritar. Inga underarter finns listade i Catalogue of Life.